# 愛媛県立今治工業高等学校
愛媛県立今治工業高等学校（えひめけんりつ いまばりこうぎょうこうとうがっこう）は、愛媛県今治市河南町一丁目に位置する県立工業高等学校。通称は「今工」（いまこう）。

## 学科
- 工業科
  - 機械造船科
  - 電気科
  - 情報技術科
  - 環境化学科
  - 繊維デザイン科

## 沿革
- 1942年（昭和17年） - 今治市立工業学校として創立。
- 1943年（昭和18年） - 県に移管され、愛媛県立今治工業学校となる。
- 1948年（昭和23年） - 学制改革により、愛媛県立今治工業高等学校に改組する。
- 1949年（昭和24年） - 愛媛県立今治第一高等学校と合併し、愛媛県立今治西高等学校となる。
- 1952年（昭和27年） - 今治西高等学校から分離独立し、愛媛県立今治工業高等学校と改称。
- 2009年（平成21年） - 定時制課程を廃止。
- 2016年（平成28年） - 愛媛県内で初めて文部科学省の「スーパー・プロフェッショナル・ハイスクール」に選定される[1]。

## 著名な出身者
- 池内光之助 - 能楽師
- 伊藤龍典 - 能美防災代表取締役社長[2]
- 上村優也 - プロレスラー
- 矢野安崇 - プロレスラー
- 宮道りん - レスリング選手

## その他
2009年3月19日、瀬戸内運輸の路線バスが乗客（小学生7名、中学生1名）を乗せて今治市玉川町の国道を運行中、バスの運転士が突然死亡するという事故が発生した。バスは下り坂にかかっており非常に危険な状況にあったが、たまたま通りかかった同校教諭らが素手でバスを止めて惨事を回避し、バスの乗客は全員無事であった。教諭らは、後日今治警察署から表彰を受けた。